# Забродье (Житковичский район)
Забродье (бел. Заброддзе) — бывшая деревня в составе Житковичского горсовета Житковичского района Гомельской области Белоруссии.

## География

### Расположение
7 км на север от районного центра и железнодорожной станции Житковичи (на линии Лунинец — Калинковичи), 228 км от Гомеля.
Деревня со всех сторон окружена лесным массивом.

## Транспортная сеть
Поблизости автодорога Лунинец — Калинковичи. Планировка состоит из короткой, плавно изогнутой, близкой к меридиональной ориентации улицы, к которой с запада и востока присоединяются переулки. Застройка деревянная, усадебного типа.

## История
Согласно письменным источникам известна с XIX века как селение в Житковичской волости Мозырского уезда Минской губернии. В 1845 году 1293 десятины земельных угодий. Согласно переписи 1897 года находилась смолокурня. В 1931 году жители вступили в колхоз. Во время Великой Отечественной войны 9 жителей погибли на фронте. В составе совхоза «Житковичи» (центр — посёлок Гребенёвский).

## Население

### Численность
- 2004 год — 32 хозяйства, 77 жителей.

### Динамика
- 1897 год — 13 дворов 89 жителей (согласно переписи).
- 2004 год — 32 хозяйства, 77 жителей.